# Schlacht bei Malplaquet
Carpi – Chiari – Cremona – Kaiserswerth – Lüttich – Landau (I) – Luzzara   – Santa Marta – Cádiz – Venlo – Friedlingen – Vigo – Schmidmühlen – Bonn – Krottensee – Ekeren – Höchstädt – Landau (II) – Speyerbach – Schellenberg – Gibraltar – Höchstädt – Vélez-Málaga – Landau (III) – Marbella – Cassano – Barcelona – Sendlinger Mordweihnacht – Aidenbach – Calcinato – Ramillies – Turin – Castiglione – Santa Cruz de Tenerife – Almansa – Kap Béveziers – Toulon – Lizard Point – Lille – Oudenaarde – Gent – Malplaquet – Mons – Almenar – Saragossa – Syrakus – Villaviciosa – Rio de Janeiro – Denain – Landau (IV) – Barcelona – Freiburg
In der Schlacht bei Malplaquet im nordfranzösischen Taisnières-sur-Hon, südlich der belgischen Stadt Mons, besiegte am 11. September 1709 während des Spanischen Erbfolgekrieges eine Armee der Großen Allianz unter John Churchill, dem Duke of Marlborough, und Prinz Eugen die Franzosen, ein französisches Kontingent unter Claude-Louis-Hector de Villars und Louis-François de Boufflers.

## Vorgeschichte
Anfang 1709 befand sich Frankreich in einem desolaten Zustand. Der Krieg hatte das Land an den Rand des Staatsbankrotts gebracht, und der strenge Winter 1708–1709 hatte eine große Hungersnot verursacht. In dem verzweifelten Versuch, den Krieg zu beenden, nahm Ludwig XIV. Friedensverhandlungen mit der Großen Allianz in Den Haag auf. Er stimmte den meisten Bedingungen zu, darunter der Ersetzung seines Enkels Philipp V. von Spanien durch den habsburgischen Kandidaten Erzherzog Karl. Da seine Feinde jedoch die gewaltsame Beseitigung seines Enkels forderten, brach er die Friedensverhandlungen ab.

In einem Brief an den Kaiser im Juni 1709 beklagte Eugen das Scheitern der Verhandlungen und zeigte sich besorgt. Das Heer ist zwar nicht kleiner als im letzten Jahr und in ausgezeichneter Verfassung. Wir sollten daher auf einen erfolgreichen Ausgang hoffen können. Aber Majestät sollten bedenken, wie viel jetzt auf dem Spiel steht. In der Überzeugung, dass Frankreich kurz vor dem Zusammenbruch stand, versuchten die Alliierten, den Druck über die Grenzbefestigungen aufrechtzuerhalten. Marlborough, der die Stellungen von Villars für zu stark hielt, bevorzugte Ypern. Eugen, unterstützt von den Niederländern, bevorzugte jedoch Tournai als vorrangiges Ziel für 1709. Am 24. Juni lenkte Marlborough ein und akzeptierte die Entscheidung für Tournai.

## Auftakt
Im Juni 1709 begannen die Verbündeten mit der Belagerung von Tournai. Nachdem die Stadt am 3. September kapituliert hatte, marschierte Marlborough sofort auf Mons. Als Ludwig XIV. vom Fall von Tournai erfuhr, geriet er in Panik und ermächtigte Villars zu allem, was er für notwendig hielt: Sollte Mons das Schicksal von Tournai erleiden, ist unsere Sache erledigt [...], die Rettung Frankreichs steht auf dem Spiel. Am 4. September überquerte die Hauptarmee der alliierten Streitkräfte die Schelde bei Mortagne und nahm die Straße nach Mons. Villars beschloss, sich ihnen in den Weg zu stellen. Die Abteilungen, die er an die Laines geschickt hatte, kamen jedoch zu spät; die Alliierten hatten bereits einen Brückenkopf errichtet. Als Villars dies erfuhr, ordnete er die Aufstellung seiner Armee am Fluss Hogneau an. Am Abend des 7. September hatte Villar seine Truppen zwischen Athis und Montreuil aufgestellt, während Prinz Eugen mit seinen Truppen westlich von Mons und Marlborough südlich von Quévy stand.

Die beiden Armeen waren durch die dichten Wälder von Sars-la-Bruyère und Laniére getrennt. In der Nacht zum 8. September postierte Villars große Abteilungen seiner Kavallerie am Kopf des Waldes, während die Infanterie begann, sich im Wald zu verschanzen. Im Morgengrauen des 9. September begannen die Franzosen, getarnt durch ihre Stellungen im Wald, mit dem Vormarsch. Weder Eugen noch Marlborough erfuhren bis um 8 Uhr von diesem Vorstoß. Um die Lage zu erkunden, schickte Marlborough einige Truppen aus, aber die Franzosen hatten sich bereits zurückgezogen.
Während die Franzosen Befestigungen errichteten, berieten die Alliierten, wo und wie sie angreifen sollten. Vor dem Dorf Aulnois sollte der linke Flügel, bestehend aus einunddreißig holländischen Bataillonen, unter dem Kommando von General Tilly und dem Prinzen von Oranien, zwischen den Wäldern von Laigniéres und Tiry vorrücken und einen Scheinangriff auf die rechte Seite der Franzosen ausführen. Friedrich von Hessen-Kassel mit einundzwanzig niederländischen Schwadronen sollte diese Bewegung unterstützen.

Auf der rechten Seite sollte General Schulenberg mit 36 Bataillonen von Nordosten her angreifen, während General Lottum auf das französische Zentrum vorrücken und dann nach rechts schwenken sollte, um von Südosten her anzugreifen. Eine Abteilung von 1900 Mann sollte in den Wald gegenüber von Sars eindringen und versuchen, die linke Flanke des Feindes zu umgehen. Weiter nördlich sollte Withers mit 19 Bataillonen und sechs Schwadronen aus Tournai den Wald durchqueren und die gesamte französische Stellung aufrollen. Auf diese Weise wurden zwei Drittel der alliierten Armee allein gegen den linken Flügel von Villars konzentriert. An dem Punkt, der für den eigentlichen Angriff gewählt wurde, war das zahlenmäßige Verhältnis vier zu eins gegen die Franzosen.

Am 10. September hatte Villars eine Verteidigungslinie errichtet, die dem Kamm eines Bergrückens zwischen den beiden Wäldern folgte. Um ein möglichst großes Schussfeld zu haben, folgte sie genau den Konturen des Geländes. In der Mitte bestand die Linie aus einer dreifachen Reihe von Schützengräben neben dem Wald von Laigniéres, die nach links durch neun Redans verlängert wurden. Zwischen diesen Werken gab es breite Lücken für die Kavallerie. An beiden Enden verbargen die vorgerückten Flanken Reihen von Schanzen hinter Verhauen aus gefällten Bäumen mit angespitzten Ästen, die in Richtung des Feindes zeigten. Die gesamte Stellung wurde von 80 Geschützen unterstützt. An seine rechte Flanke beorderte er General Boufflers, während Villars das Kommando über die linke Seite übernahm.

## Schlacht

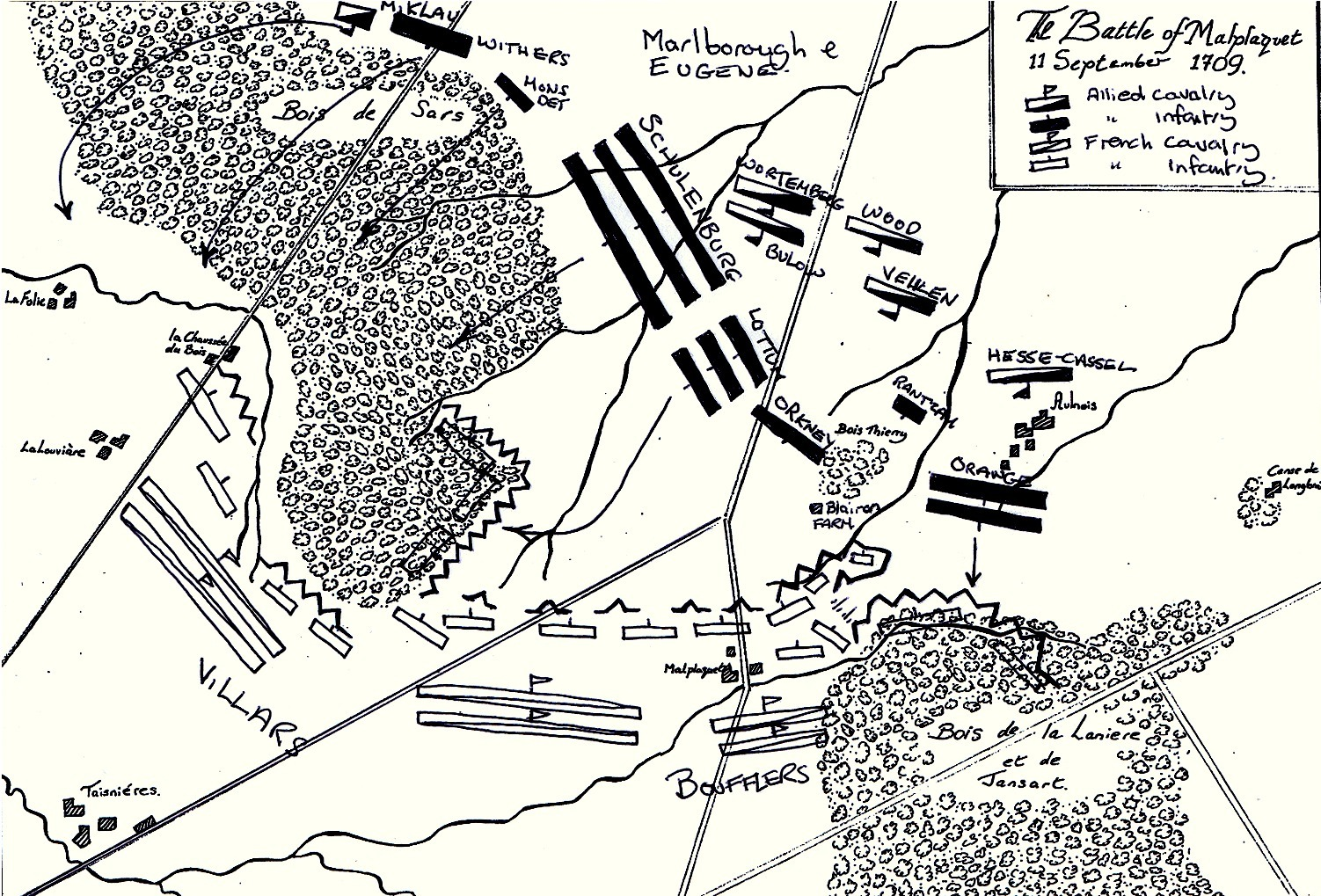
Aufstellung der Schlacht

### Linker Flügel
Gegen 7:30 Uhr, als die Sonne den dichten Nebel, der das Feld bedeckt hatte, aufgelöst hatte, eröffnete die französische Artillerie das Feuer. Die Alliierten erwiderten das Feuer und kurz vor 9 Uhr gab eine Salve der alliierten Artillerie das Signal zum Angriff. Schulenberg rückte mit 20.000 Mann in drei Linien von Nordosten auf die Franzosen im Wald von Sars vor, während sich Lottum wie vereinbart von Südosten näherte. Trotz der zahlenmäßigen Überlegenheit wurde die erste Angriffswelle zurückgeschlagen. Die nächste Welle unter dem persönlichen Kommando von Eugen drängte vor und nahm die äußeren Schanzen ein. Als sie jedoch weiter nach innen vordrangen, wurden sie von den aufeinanderfolgenden Linien der stark bemannten Festungsanlagen aufgehalten.

Sowohl Schulenburg als auch Lottum, unterstützt von drei weiteren Bataillonen setzten ihre Angriffe fort. Während sich die Truppen einen Weg durch das sumpfige Gelände bahnten, sah General Chemerault, der die linke Seite der Redan-Linie befehligte, die Chance für einen Gegenangriff. Doch inzwischen hatte sich Marlborough an die Spitze von dreißig Schwadronen niederländischer Kavallerie gestellt, um einem möglichen französischen Gegenangriff zu begegnen. Villars brach daraufhin den Angriff ab. Unter erbittertem Kampf um jeden Meter wurden die Franzosen im Wald von Sars nach und nach zurückgedrängt, und gegen Mittag war der westliche Rand in der Hand der Alliierten. Gleichzeitig mit diesen beiden Hauptangriffen auf die linke Seite von Villars drangen die 1.900 Mann aus Mons unbemerkt in den Wald ein, und die kleine Armee von Withers stieß durch den Waldgürtel auf die linke Rückseite der feindlichen Stellung vor.

### Rechter Flügel
Auf der rechten Seite war der anfängliche Vorstoß der Niederländer wie geplant außerhalb der Reichweite der Artillerie zum Stehen gekommen. Nach einer halben Stunde des Wartens verlor der Prinz von Oranien jedoch die Geduld und begann, ohne auf Befehle zu warten, mit einem Angriff gegen die rechte französische Flanke. Während sie vorrückten, gerieten sie unter heftigen Beschuss, worauf auf den ersten Metern die meisten der Begleiter des Prinzen getötet wurden. Die Niederländer drängten jedoch unaufhaltsam vorwärts und eroberten in kürzester Zeit die erste Schanze. Dann hielten sie an, um sich zu formieren, doch bevor sie weiter vorrücken konnten, hatte Boufflers seine Männer für einen Gegenangriff versammelt. Unter schwersten Verlusten mussten sich die Niederländer wieder zurückziehen. Kaum hatte sich Marlborough davon überzeugt, dass die Truppen von Lottum und Schulenburg den Wald von Taisniéres fest im Griff hatten, traf er den Prinzen von Oranien. Er wies ihn an, den Feind weiterhin zu bedrohen, aber den Angriff erst dann zu erneuern, wenn Boufflers Flanke aufgerollt worden war. In der Zwischenzeit plante Villars einen groß angelegten Gegenangriff, um seine linke Flanke zu entlasten. Er verlegte daher mehrere Einheiten aus der Mitte auf die linke Seite. So standen etwa 50 Bataillone den geschrumpften Kräften von Schulenberg und Lottum gegenüber. Durch das entschlossene Handeln von Prinz Eugen konnte das Zusammenbrechen der Front verhindert werden. Die Franzosen waren aus ihren Schanzen und aus dem Wald auf der linken Seite vertrieben worden und konnten sich nur mit Hilfe der aus dem Zentrum abgezogenen Truppen halten.

### Zentrum
Das war der Moment, auf den Marlborough gewartet hatte. Der Abzug des irischen und des Champagne-Regiments hatte das französische Zentrum geschwächt. Gegen 13 Uhr befahl Marlborough George Hamilton, das Zentrum anzugreifen. Trotz schwerer Verluste wurden die französischen Verteidiger in die Flucht geschlagen und die Redans eingenommen. Bald darauf folgte Auvergne mit seiner Kavallerie, unterstützt von Friedrich von Hessen-Kassel. Sobald Auvergne jedoch zwanzig Schwadronen jenseits der Redans gebildet hatte, griff Boufflers an der Spitze der französischen Kavallerie an und drängte die Niederländer an den Rand der Schanzen zurück. Hier wurden die Franzosen jedoch von den Briten aufgehalten, die sich in den Befestigungen der Franzosen postiert hatten.
Immer wieder griffen die Franzosen, an, doch jedes Mal mussten sie auf Grund des Gewehr- und Artilleriefeuers den Angriff abbrechen. Schließlich war Boufflers gezwungen, sich auf das Plateau zurückziehen, wo der Kampf erneut entbrannte. Der Höhepunkt war erreicht, als Eugen an der Spitze der alliierten Kavallerie die Redans passierte und diese letzte Reserve ins Gefecht warf. Gleichzeitig warf Friedrich von Hessen-Kassel seine Schwadronen gegen die Infanterie der französischen Rechten und isolierte sie mit Hilfe der niederländischen Infanterie noch weiter vom Zentrum. Mit dem Zurückweichen beider Flügel erkannte Boufflers, dass die Schlacht verloren war und befahl den allgemeinen Rückzug nach Bavay. Zwischen 15 und 16 Uhr zogen die Franzosen unter der Deckung ihrer Kavallerie in guter Ordnung ab und überließen den Alliierten das Schlachtfeld und den Sieg.

## Nachwirkungen
Nach der Niederlage weigerten sich die französischen Soldaten, diese anzuerkennen. Sie verwiesen auf erbeutete Fahnen, den geordneten Rückzug und die Verluste des Feindes. Außerdem kritisierten sie ihre Befehlshaber und behaupteten, dass ein Sieg möglich gewesen wäre, wenn der rechte Flügel einen Gegenangriff hätte führen dürfen. Villars äußerte sich ähnlich und behauptete, dass er Marlborough und Eugéne besiegt hätte, wenn er nicht verletzt worden wäre. Boufflers äußerte sich ebenfalls in dieser Art und Weise. Auch wenn Villars geschlagen war, hatte er die Alliierten daran gehindert, weiter als bis Mons vorzudringen. Auf der anderen Seite hatten die Alliierten zwar gesiegt, schafften es aber nicht, die französische Armee zu vernichten.
Die Gesamtverluste der Alliierten lag zwischen 20.000 und 25.000. Auf französischer Seite waren zwischen 12.000 und 14.000 Soldaten verwundet oder getötet worden. Obwohl die britischen Verluste weniger als 1.900 Tote oder Verwundete betrugen, wurde Marlborough von seinen Feinden als Schlächter beschimpft. Die Niederländer zeigten keinen Groll über ihren hohen Anteil an der Gesamtzahl der Todesopfer. Im Gegenteil zeugten die Dankesschreiben, die Marlborough aus Den Haag erhielt, von der veränderten Haltung der Niederländer, die nun so entschlossen schienen wie nie, den Krieg gegen Frankreich fortzusetzen. Die Schlacht von Malplaquet war die blutigste im Spanischen Erbfolgekrieg. Auf Grund der hohen Verluste konnte die Große Allianz die Invasion nicht fortsetzen.

## Truppen derselben Nationalität auf beiden Seiten
In beiden Lagern kämpften Schweizer Söldnertruppen: auf französischer Seite zwei Bataillone der Schweizergarden sowie vier weitere Regimenter; auf Seiten der Niederländer sechs Regimenter. Zudem bestanden zwei durch Mitglieder der Patrizier-Familie von May geführte Regimenter aus Bernern: Gabriel von May stand im Dienste der Niederlande, Hans Rudolf von May diente Frankreich. Dieser Bruderkampf mit über 8000 Mann an Verlusten von Schweizern im Dienst verfeindeter Parteien rief in der Eidgenossenschaft heftige Reaktionen hervor. In der Tagsatzung kam es zum Streit zwischen Befürwortern und Gegnern der Fremden Dienste. Bis zur Schlacht bei Bailén 1808 kämpften Schweizer Söldner daher nicht mehr gegeneinander. Auch Iren kämpften auf beiden Seiten: teils unter dem Kommando Marlboroughs in der Armee der Allianz, teils unter dem Thronprätendenten James Francis Edward Stuart, der auf Seiten der Franzosen diente.